# Gélose chocolat enrichie / VCN ou VCF
 (novembre 2022).
Si vous disposez d'ouvrages ou d'articles de référence ou si vous connaissez des sites web de qualité traitant du thème abordé ici, merci de compléter l'article en donnant les références utiles à sa vérifiabilité et en les liant à la section « Notes et références ».
La gélose chocolat enrichie / VCN ou VCF est un milieu de culture utilisé pour l’isolement sélectif des bactéries pathogènes du genre Neisseria.

## Composition
- peptone trypsique de caséine : 7,5 g
- peptone pepsique de viande : 7,5 g
- amidon de maïs : 1,0 g
- hydrogénophosphate de potassium : 4,0 g
- dihydrogénophosphate de potassium : 1,0 g
- chlorure de sodium : 5,0 g
- hémoglobine : 10,0 g
- supplément glucosé, vitaminé  type Polyvitex : 1,0 ml
- Vancomycine : 3,0 mg
- Colimycine : 7,5 mg
- Fungizone : 2,0 mg
- agar : 15,0 g

Le pH est ajusté à 7,2.

## Préparation
Antibiotiques et supplément sont ajoutés dans la milieu liquide à 45 °C.